# NGC 3898
NGC 3898 (również PGC 36921 lub UGC 6787) – galaktyka spiralna (Sab), znajdująca się w gwiazdozbiorze Wielkiej Niedźwiedzicy. Odkrył ją William Herschel 14 kwietnia 1789 roku. Jest to galaktyka z aktywnym jądrem typu LINER.